# Rhabdodemania striata
Rhabdodemania striata är en rundmaskart som beskrevs av Schulz 1932. Rhabdodemania striata ingår i släktet Rhabdodemania och familjen Rhabdodemaniidae. Inga underarter finns listade i Catalogue of Life.